# 霍里弗鎮區 (北卡羅萊納州查塔姆縣)
霍里弗鎮區（英語：Haw River Township）是位於美國北卡羅萊納州查塔姆縣的一個鎮區。

## 地方資料
霍里弗鎮區的面積為54.64平方千米，皆為陸地。根據2020年美國人口普查的數據，當地共有人口1836人，而人口密度為每平方千米33.6人。